# Psilopilum trichodon
Psilopilum trichodon là một loài Rêu trong họ Polytrichaceae. Loài này được (Hook. f. & Wilson) Mitt. miêu tả khoa học đầu tiên năm 1869.